# Buggles
The Buggles var en britisk new waveduo bestående af Trevor Horn (vokal, basguitar, guitar) og Geoff Downes (keyboards).
De er bedst kendt for deres debutsingle "Video Killed the Radio Star" fra 1979, der blev nr. 1 på hitlister i 16 forskellige lande. Musikvideoen til sangen var den første, der blev vist på MTV i USA den 1. august 1981 klokken 12:01. Det var førstesinglen fra deres album The Age of Plastic, hvis titelsang blev gruppens anden hitsingle, nåede nr. 16 i Storbritannien.
Bandet gik i opløsning efter udgivelsen af deres andet album Adventures in Modern Recording, hvorefter Downes dannede Asia med tidligere kollega fra Yes, Steve Howe. Downes og Horn har dog optrådt med Buggles' sange sammen siden 1998.

## Historie
Duoen blev startet i England i 1979 af de to, som var erfarne studiemusikere og producenter. Senere samme år udgav de den legendariske single Video Killed The Radio Star, en halvelektronisk, New Wave-inspireret popsang.

## Opløsningen
Duoen fulgte op med flere singler, og udgav albummet The Plastic Age i 1980. Kort efter kom de begge med i progrockbandet Yes og deltog på en LP, Drama (1980), før Yes gik i opløsning. Yes blev senere genforenet, men med originalmedlemmerne Jon Anderson og Tony Kaye i stedet for Buggles-medlemmerne.

### Efter Buggles
Geoff Downes blev optaget i supergruppen Asia. Trevor Horn fik en succesfuld karriere som producer og var en af hovedmændene bag popfænomener som Frankie Goes To Hollywood, Boyzone og T.a.T.u. Hans særlige lyd har siden gjort ham efterspurgt som producer. Blandt andet har han produceret musik for Yes, Mike Oldfield, Paul McCartney, Belle & Sebastian og Pet Shop Boys.

### Genforeningen
Buggles gjorde comeback som kvartet (Horn, Downes, Simon Darlow, guitar og keyboards og John Sinclair, guitar, vokal og trommer) i 1981 med albummet Adventures in Modern Recording.

## Medlemmer
- Trevor Horn – forsanger, bas, guitar, lydeffekter (1977–1982, 1998, 2004, 2010, 2011, 2023–nu)
- Geoff Downes – klaver, keyboard, synthesisers, trommer, percussion, baggrundsvokal (1977–1981, 1998, 2004, 2010, 2011)
- Bruce Woolley (1977-9)
- Earl Harvin - trommer (2023 turné)
- Mat Dauzat - guitar (2023 turné)
- Jamie Muhoberac - tangenter (2023 turné)
- La Tanya Hall - baggrundsvokal (2023 turné)
- Everett Bradley - baggrundsvokal , percussion (2023 turné)

## Diskografi
- 1980 The Age of Plastic.
- 1981 Adventures in Modern Recording.